# Onthophagus nigellus
Onthophagus nigellus es una especie de insecto del género Onthophagus, familia Scarabaeidae, orden Coleoptera.

## Historia
Fue descrita científicamente por Illiger en 1803.